# 第109回日本陸上競技選手権大会
第109回日本陸上競技選手権大会（だい109かいにほんりくじょうきょうぎせんしゅけんたいかい）は、2025年7月4日から7月6日まで国立競技場で開催される予定の陸上競技の日本選手権大会である。主催は日本陸上競技連盟。今大会は東京25世界陸上の選考会も兼ねる。国立競技場での本大会開催は2005年の第89回大会以来20年ぶりで、2019年の建て替え後では初となる。
- 35キロ競歩（全日本競歩能美大会） - 3月16日（能美市）[1]
- 10000m - 4月12日（熊本）
- 混成・リレー - 7月12・13日（長良川）
- 20キロ競歩 - 2026年2月15日（神戸市・六甲アイランド）
- クロスカントリー競走 - 2026年2月（福岡市・海の中道海浜公園）
- マラソンはマラソングランドチャンピオンシップを兼ねて実施。